# Dendropsophus jimi
Pour les articles homonymes, voir Jimi.
Espèce
Synonymes
- Hyla jimi Napoli & Caramaschi, 1999

Statut de conservation UICN

 LC  : Préoccupation mineure
Dendropsophus jimi est une espèce d'amphibiens de la famille des Hylidae.

## Répartition
Cette espèce se rencontre :
- dans l'État de São Paulo au Brésil ;
- dans le département d'Amambay au Paraguay.

## Étymologie
Cette espèce est nommée en l'honneur de l'herpétologiste brésilien Jorge Jim.

## Publication originale
- Napoli & Caramaschi, 1999 : Variation and description of two new Brazilian Hyla of the H. tritaeniata complex (Amphibia, Anura, Hylidae). Boletim do Museu Nacional, Nova Série, Zoologia, vol. 407, p. 1-11.